# دختری که به لانه زنبور لگد زد
دختری که به لانه زنبور لگد زد (به سوئدی: Luftslottet som sprängdes) عنوان سومین قسمت از مجموعه رمان پرفروش سه‌گانه هزاره، نوشته روزنامه‌نگار سوئدی استیگ لارسن است. این کتاب پس از مرگ ناگهانی نویسنده آن، در مه سال ۲۰۰۷ در سوئد، و ۲۵ مه ۲۰۱۰ در ایالات متحده منتشر شد و همچنین در سال ۲۰۰۹ برگردان انگلیسی کتاب در انگلستان منتشر شده است. البته شایعاتی مبنی بر چهارمین کتاب نیز وجود داشت، چون لارسن قصد نوشتن ده کتاب را داشت. در نهایت چهارمین قسمت از این مجموعه رمان با عنوان دختری در تار عنکبوت به قلم دیوید لاگرکرانتس، در اوت ۲۰۱۵ منتشر گردید.